# Минута е много
„Минута е много“ е най-дълго просъществувалото телевизионно състезание в България. Първото му излъчване е от студия „Младост“ с главен редактор Стефан Тодоров на 22 февруари 1980 г. по Българската телевизия. Дългогодишен водещ на предаването е актьорът Петър Вучков, а от 2003 г. негов асистент е колегата му Стефан Спасов. Автор на предаването е проф. д-р Лилия Райчева, а продуцент от 2003 г. – Надежда Кехайова.
Първоначалният замисъл е да се излъчат пет броя от предаването, но поради голям зрителски интерес то остава на екран. Стотният брой, който е планиран като последен, е излъчен и отпразнуван на 25 декември 1987 година. На 3 април 1992, по покана на ръководството на БНТ, „Минута е много“ се завръща в ефир и на следващата година печели наградата на БНТ за най-добро телевизионно състезание. От 2003 година състезанието се реализира като външна телевизионна продукция.
През годините предаването е сменяло регламента си, но е запазило форма̀та на викторина с интересни въпроси от различни области на познанието и науката (тривия). Популярна е рубриката с въпроси „За всекиго по нещо“, както човечето Минутко с уста като цип с неговите реплики „Няма време!“, „Ами сега?“, „Грешка!“ и „Браво!“.
Въпроси от предаването са събрани в няколко книги, публикувани през годините:
- 1998 – „Минута е много: 2000 въпроса и 1980 отговора“, Лилия Райчева, издателство „Регалия-6“, ISBN 954-8147-24-6
- 1999 – „Нови въпроси от „Минута е много“, Лилия Райчева, издателство „Регалия-6“, ISBN 954-8147-95-5
- 2004 – 25 години „Минута е много“, Лилия Райчева, издателство Сиела, ISBN 954-649-744-4
- 2006 – „500 броя Минута е много“, Лилия Райчева, издателска група „България“, ISBN 954-9485-13-7
- 2008 – „50 години БНТ / 30 години Минута е много“, Лилия Райчева, издателство „Сиела“, ISBN 978-954-28-0357-7
- 2019 – „Магията „Минута е много“, Лилия Райчева, издателство „Тип-топ-прес“, ISBN 978-954-723-223-5